# Communauté de communes Les Hautes Terres en Haut Berry
Die Communauté de communes Les Hautes Terres en Haut Berry ist ein ehemaliger französischer Gemeindeverband mit der Rechtsform einer Communauté de communes im Département Cher in der Region Centre-Val de Loire. Sie wurde am 28. Dezember 2000 gegründet und umfasste zehn Gemeinden. Der Verwaltungssitz befand sich im Ort Henrichemont.

## Historische Entwicklung
Mit Wirkung vom 1. Januar 2017 fusionierte der Gemeindeverband mit
- Communauté de communes en Terres Vives sowie
- Communauté de communes Les Terroirs d’Angillon

und bildete so die Nachfolgeorganisation Communauté de communes Terres du Haut Berry.

## Ehemalige Mitgliedsgemeinden
1. Achères
2. Aubinges
3. La Chapelotte
4. Henrichemont
5. Humbligny
6. Montigny
7. Morogues
8. Neuilly-en-Sancerre
9. Neuvy-Deux-Clochers
10. Saint-Céols